# Connie Bruck
Connie Bruck é uma jornalista americana e uma repórter de assuntos que cobrem negócios e política. Ela é escritora do The New Yorker desde 1989. Antes de ingressar no The New Yorker, foi escritora do The American Lawyer por nove anos. Suas histórias também foram publicadas no Washington Post, The New York Times e The Atlantic Monthly.
Bruck é casada com Mel Levine, advogado e ex-político americano.

## Prêmios e reconhecimento
- Seu artigo sobre Ivan Boesky no Atlântico ganhou o Prêmio John Hancock de 1984 por excelência em relatórios comerciais e financeiros.
- Seu perfil de Newt Gingrich no The New Yorker intitulado "The Politics of Perception" ganhou o National Magazine Award de 1996 por reportagem.
- O artigo de Bruck "Deal of the Year" no The New Yorker ganhou o 1991 National Award Award por Reportagem[2] e o Prêmio Gerald Loeb de Revistas.[3]
- Bruck ganhou um segundo Prêmio Gerald Loeb para Revistas em 2013 por "Cashier du Cinema" no The New Yorker.[4]

### Livros
- Bruck, Connie (1988). The Predators' Ball : the junk-bond raiders and the man who staked them. Simon & Schuster. Nova Iorque: [s.n.]
- Master of the Game: Steve Ross and the Creation of Time Warner, Simon & Schuster, Nova Iorque, 1994, ISBN 0671725742
- When Hollywood Had a King: The reign of Lew Wasserman, who leveraged talent into power and influence, Random House, Nova Iorque, 2003, ISBN 0375501681

### Ensaios e relatórios
- Bruck, Connie. «The man who owns L.A.». The World of Business. The New Yorker. 87: 46–57
- Bruck, Connie. «Friends of Israel». The Political Scene. The New Yorker. 90: 50–63
- Bruck, Connie. «A Hollywood story : did the movies really make Steve Bannon?». The Political Scene. The New Yorker. 93: 34–45[a]
- Bruck, Connie. «Devil's Advocate: Alan Dershowitz's long, controversial career – and the accusations against him». Annals of Law. The New Yorker. 95: 32–47[b]